# Приевор (Республика Сербская)
Приевор (серб. Пријевор / Prijevor) — село в общине Билеча Республики Сербской Боснии и Герцеговины. Население составляет 64 человека по переписи 2013 года.